# А1 (Сърбия)
Вижте пояснителната страница за други значения на А1.
Автомагистрала А1 в Сърбия (на сръбски: Аутопут А1) е автомагистрала, част от сръбската пътна мрежа. Това е най-дългата магистрала в Сърбия – 584 км, от които 517 км са в експлоатация, а останалите 67 км между Лесковац и Буяновац са в строеж. Незавършен е и обходът на Белград, като понастоящем трасето на магистралата преминава през сръбската столица.
Магистралата пресича територията на Сърбия по направлението север-юг. Началото ѝ е на север от границата с Унгария при ГКПП Хоргош-Рьоске, след което последователно преминава през Суботица, Нови Сад, Белград, Смедерево, Ягодина, Ниш и Лесковац, за да се свърже на юг със Северна Македония при ГКПП Прешево-Табановци и с македонската Автомагистрала M1.
По автомагистрала А1 минават европейски маршрути, свързващи със Западна Европа – Е70, Е75 и Е80.